# Морской оборонительный район
Морской оборонительный район, (МОР) — оперативное объединение (оборонительный район) в ВМФ ВС Союза ССР, в 1943—1948 годах.

## Задачи
Предназначались для обороны крупных портов, приморских административных и промышленных центров, военно-морских баз и защиты прилегающих к ним прибрежных районов и морских акваторий от ударов противника.

## Состав
В состав морских оборонительных районов входили силы и средства военно-морских баз, соединения и части ПВО, специальные службы, части и подразделения обеспечения и обслуживания. Иногда морскому оборонительному району придавались соединения и части РККА (сухопутных войск) и других войск.

## МОР ВМФ ВС СССР
Во время Великой Отечественной войны был создан ряд морских оборонительных районов:
- на Северном флоте — Кольский, Беломорский;
- на Балтийском флоте — Кронштадтский, Таллинский, Рижский, Островной (на эстонских островах Эзель и Хиума), Юго-Западный;
- на Черноморском флоте — Крымский, Кавказский, Северо-Западный;
- на Тихоокеанском флоте — Владивостокский, Камчатский, Южный.

После войны ряд морских оборонительных районов преобразованы в военно-морские базы, остальные расформированы.